# Финвэ

Род Финвэ

Финвэ (кв. Finwë [ˈfinwɛ]) — персонаж «Сильмариллиона» Дж. Р. Р. Толкина. Древний эльф, посланник от эльфов в Валинор, вождь народа нолдор в походе на запад от озера Куивиэнен.
Король нолдор в Амане, родоначальник королевских Домов нолдор.
Был женат на Мириэль, после её ухода в сады Лориэна взял в жёны Индис; отец Феанора (от первой жены), Финдис, Финголфина, Иримэ и Финарфина (от второй жены). Жил в Тирионе.
Когда Феанора отправили в изгнание, Финвэ присоединился к сыну и внукам, поселившись в крепости Форменос. Когда Мелькор и Унголиант напали на Валинор и уничтожили Древа Валар, Финвэ был единственным, кто не устрашился наступившей тьмы и с оружием в руках выступил против Мелькора. Мелькор убил его на пороге дома Феанора и похитил Сильмариллы и прочие драгоценности. Таким образом, Финвэ первым из эльфов Амана принял насильственную смерть от Мелькора.
Смерть отца очень сильно повлияла на Феанора — она, как и похищение Сильмариллов, стала причиной страшной клятвы Феанора и исхода нолдор из Валинора.

## Жизнеописание
С пробуждением в Средиземье Перворождённых Валар, желая защитить квенди от Мелькора, объявили ему войну и после долгих сражений пленили и заточили Мелькора в темнице крепости Мандоса.
Валар продолжали, однако, опасаться за судьбы квенди в мире, полном опасностей; кроме того, пленились они красотой квенди и жаждали их дружбы. Потому Валар призвали эльфов в Валинор. Эльфы, однако, поначалу не пожелали внять призыву. Тогда Оромэ отвёз по одному представителю от каждого рода эльфов (Ингвэ — от ваньяр, Финвэ — от нолдор, Эльвэ — от тэлери) в Бессмертные Земли. Увидев их, они исполнились благоговения перед славой и величием Валар и пленились светом и сверкающей красотою Дерев. По возвращении в Средиземье Ингвэ, Финвэ и Эльвэ убедили отправиться в Валинор многих эльфов — род Ингвэ и большую часть родов Финвэ и Эльвэ.
В Великий Поход на запад народ Финвэ — нолдор, Глубокомудрые, — вышли вслед за первым отрядом ваньяр. Придя к последнему западному берегу Ближних земель, отряды ваньяр и нолдор взошли на остров, который Улмо с помощью своих слуг повлёк через море, пока он не достиг подножия гор Амана, и здесь они вступили в Валинор и обрели радушный приём в благословенном краю.
Ваньяр и нолдор получили от Валар многие земли, но эльфы порой тосковали по свету звёзд Средиземья, и тогда в могучих стенах гор Пелори была проделана брешь, и в глубокой долине Калакирия, что сбегала к самому морю, эльдар воздвигли высокий зелёный холм и назвали его Туна. С запада озарял его свет Дерев, а с востока открывался вид на море. На вершине холма Туна был возведён белокаменный город эльфов — Тирион. Ваньяр и нолдор долго жили здесь в дружбе.
Финвэ был королём нолдор, и после того, как ваньяр отделились от нолдор, он правил в Тирионе. В сердцах нолдор сохранялась память о Средиземье, и они селились в долине Калакирия и в соседних холмах и долинах, куда доносился шум западного моря.
В 1169 году Эпохи Древ первая супруга Финвэ Мириэль Сериндэ родила сына Куруфинвэ, которому сама мать дала имя Феанор, Дух Огня. Великой и радостной была любовь Финвэ и Мириэли, но, вынашивая сына, Мириэль изнемогла духом и телом и после его рождения захотела освободиться от бремени жизни. Мириэль слабела с каждым днём и, удалившись в сады Лориэна, погрузилась в сон, но дух её оставил тело и отлетел в чертоги Мандоса. Финвэ долго горевал, приходил в Лориэн и звал жену, но всё было напрасно. Прошло время, и он перестал приходить в Лориэн.
Всю любовь свою Финвэ обратил тогда на своего сына. Феанор рос быстро, был высок, прекрасен ликом и властен нравом, упорно и нетерпеливо добивался всего, что задумал. Среди всех нолдор не было ему равных.
Так произошло, что Финвэ, мечтавший дать жизнь многим детям в благословенной земле Аман, женился во второй раз. Его супругой стала Индис Прекрасная из народа ваньяр, близкая родственница Ингвэ, Верховного Короля эльфов. Всей душой полюбил её Финвэ и вновь обрёл радость. Но тень Мириэли незримо присутствовала в доме Финвэ и в сердце его; и Феанор для него всегда был дороже всех других.
Феанора свадьба его отца не обрадовала, и он не питал большой любви к Индис и к её сыновьям Финголфину и Финарфину. Многие считали, что разлад в доме Финвэ стал причиной всех приключившихся позже бедствий, что навлёк на свой народ Феанор.
Тем временем Валар по прошествии трёх веков заточения Мелькора даровали ему прощение, полагая, что он исцелился от зла. Мелькор же начал распускать лживые слухи, стремясь поссорить эльфов и Валар. Среди эльфов распространился слух, будто Манвэ держит их в плену для того, чтобы люди могли прийти и вытеснить их из королевств Средиземья. Многие нолдор поверили этим злобным наветам и принялись роптать против Валар; многих обуяла гордыня, и позабыли они, сколь многое из того, чем обладали и что знали, получили они в дар от Валар.
В те времена эльфы, как говорится в «Сильмариллионе», достигли необычайных высот мастерства. И Феанор сотворил драгоценные Сильмариллы, внутри которых хранился свет Древ. Мелькор же возжелал заполучить их.
Мелькор распустил новые лживые слухи о том, будто Финголфин и его сыновья замышляют захватить власть, принадлежащую Финвэ и Феанору, его прямому наследнику. В то же время он рассказывал Финголфину и Финарфину, что Феанор собирается изгнать их. Пламя вражды, которое Мелькор разжёг в сердцах нолдор, привело к завершению эпохи процветания Валинора. Феанор открыто вёл бунтарские речи против Валар, объявляя, что хочет покинуть Валинор и освободить от рабства всех нолдор, кто последуют за ним. Когда же Феанор в присутствии отца поднял меч на своего брата Финголфина, гнев и смятение охватили Валар, и они призвали Феанора для разбирательства в Круг Судьбы. Тогда и было разоблачено коварство Мелькора, но и Феанора, нарушившего мир Валинора и поднявшего меч на родича, не оправдали — его отправили в изгнание на двенадцать лет. Мелькор же скрылся от гнева Валар.
Вместе с Феанором на север Валинора удалились его сыновья, нолдор Дома Феанора и отец — Верховный король нолдор Финвэ, движимый любовью к сыну. Таким образом лживое предсказание Мелькора сбылось: Финвэ и Феанор были лишены власти, а в Тирионе стал править Финголфин (до возвращения законного монарха). Однако Сильмариллы всё ещё оставались у Феанора, и на севере он выстроил крепость Форменос, где и хранились теперь камни.
Несколькими годами позже Манвэ, намереваясь исправить зло, посеянное среди нолдор, и уладить ссоры, что разделяли эльфийских правителей, устроил на Таникветиле великое празднество, на которое пригласил всех жителей Валинора. Пришёл сюда и Феанор, повинуясь повелению Манвэ. Однако никто из нолдор Первого Дома не пришёл на празднество, Сильмариллы также остались в Форменосе, где остался и Финвэ, отказавшийся встречаться со своим народом, пока с его сына не снято наказание. На празднике Феанор примирился с братом, а Финголфин заявил, что прощает Феанора и освобождает его, и объявил, что отныне старшему брату предстоит вести, а ему, Финголфину, — следовать за ним.
В этот самый час, однако, Мелькор, пробравшийся в Валинор вместе с гигантской паучихой Унголиант, напал на Два Древа и поразил их своим чёрным копьём. После этого он отправился в Форменос, где сразил Финвэ, разграбил крепость и похитил Сильмариллы.
Узнав о смерти отца и похищении Сильмариллов, Феанор в отчаянии проклял Мелькора и нарёк его Морготом, Чёрным Врагом мира. Эти события впоследствии привели к принесению Феанором и его сыновьями страшной клятвы, которая причинила нолдор и прочим народам Средиземья неисчислимые беды и лишения, описанные в «Квента Сильмариллион».